# Brielle
Brielle, cũng gọi là Den Briel (Brill in English) là một đô thị ở phía tây Hà Lan, trong tỉnh Zuid-Holland, bên phía bắc đảo Voorne, tại cửa sông New Maas. Đô thị này có diện tích 31,12 km² (12,02 mile²) trong đó 3,63 km² (1,40 mile²) là diện tích mặt nước. Dân số năm 2004 là 15.948 người.
Đô thị Brielle also bao gồm các cộng đồng Vierpolders, và Zwartewaal.